# سارا فورسبرغ
سارا فورسبرغ (بالفنلندية: Sara Maria Forsberg)‏ هي عارضة ويوتيوبية ومغنية ومقدمة تلفزيونية ومصممة أزياء وممثلة فنلندية، ولدت في 2 مايو 1994 في جاكوبستاد في فنلندا.

## وصلات خارجية
- الموقع الرسمي
- سارا فورسبرغ على موقع IMDb (الإنجليزية)
- سارا فورسبرغ على موقع ميوزك برينز (الإنجليزية)
- سارا فورسبرغ على موقع ميوزك برينز (الإنجليزية)
- سارا فورسبرغ على موقع أول ميوزيك (الإنجليزية)
- سارا فورسبرغ على موقع ديسكوغز (الإنجليزية)
- سارا فورسبرغ على موقع قاعدة بيانات الفيلم (الإنجليزية)